# Krepoljin
Krepoljin (em cirílico: Крепољин) é uma vila da Sérvia localizada no município de Žagubica, pertencente ao distrito de Braničevo, na região de Homolje. A sua população era de 1496 habitantes segundo o censo de 2002.

## Demografia
| 1948  | 1953  | 1961  | 1971  | 1981  | 1991  | 2002  | 2011  |
| ----- | ----- | ----- | ----- | ----- | ----- | ----- | ----- |
| 2 452 | 2 514 | 2 569 | 2 288 | 2 252 | 2 045 | 1 696 | 1 496 |